# Walter Kargl
Walter Kargl (* 1945) ist ein deutscher Rechtswissenschaftler.

## Leben
Nach dem Studium der Rechtswissenschaft und den beiden juristischen Staatsprüfungen wurde Walter Kargl 1982 an der Universität Hannover mit einer Arbeit zur „Kritik des Schuldprinzips“ promoviert. Die Habilitation erfolgte 1989/1990 an der Universität Passau über das Thema „Handlung und Ordnung im Strafrecht“. Im Jahr 1993 folgte er dem Ruf auf den Lehrstuhl für Rechtstheorie, Rechtsphilosophie und Strafrecht an der Johann Wolfgang Goethe-Universität Frankfurt am Main, wo er bis zu seiner Emeritierung im Wintersemester 2006/2007 lehrte. 

## Schriften
- Kritik des Schuldprinzips. Eine rechtssoziologische Studie zum Strafrecht. Campus Verlag, Frankfurt am Main 1982, ISBN 3-593-33180-2 (Zugl.: Hannover, Univ., Diss., 1982).
- Handlung und Ordnung im Strafrecht. Grundlagen einer Kognitiven Handlungs- und Straftheorie. Duncker & Humblot, Berlin 1991, ISBN 3-428-06983-8 (Zugl.: Passau, Univ., Habil.-Schr., 1989/90).
- Der strafrechtliche Vorsatz auf der Basis der kognitiven Handlungstheorie. In: Frankfurter kriminalwissenschaftliche Studien. Nr. 40. Peter Lang, Frankfurt am Main 1993, ISBN 3-631-45818-5.
- Strafrecht. Einführung in die Grundlagen von Gesetz und Gesetzlichkeit. 1.  Auflage. Nomos, Baden-Baden 2019, ISBN 978-3-8487-5162-4.